# Casa Ernest Castellar
La Casa Ernest Castellar és una obra de Barcelona inclosa a l'Inventari del Patrimoni Arquitectònic de Catalunya.

## Descripció
La Casa Ernest Castellar està ubicada a l'illa del districte de l'Eixample delimitada pels carrers de València, Casanova, Mallorca i Muntaner.
Té façana al carrer València, la seva parcel·la és un rectangle estret i llarg, circumstància que només permet ubicar un sol pis per planta. Aquest fet es reflecteix en la inusual dimensió de la façana per un edifici de planta baixa més cinc plantes.
La planta baixa disposa d'una obertura pel local comercial i una porta d'accés al reduït vestíbul on apareix l'escala comunitària d'accés als pisos.
La façana té una composició diferenciada en tres parts:
La part baixa, decorada amb aplics ceràmics, disposa de només dues finestres.
La central que abasta tres plantes, és de maó vist i disposa de tres finestres.
Finalment l'última planta presenta un revestiment continu amb esgrafiats de sanefes, i una finestra triforada amb dues columnes classicistes.
Destaca l'arc decoratiu de maó, de mig punt amb una clau de ceràmica, que remata la part central de maó de la façana i les llindes on l'acabat del maó agafa formes mossàrabs.